# 馬達加斯皮杜銀漢魚
馬達加斯皮杜銀漢魚為輻鰭魚綱銀漢魚目皮杜銀漢魚科的其中一種，分布於非洲馬達加斯加Ivoloina河流域，為熱帶魚類，體長可達8.6公分，棲息在底中層水域，生活習性不明。

## 擴展閱讀
維基物種上的相關：馬達加斯皮杜銀漢魚